# Kyatanadoni, Muddebihal
Kyatanadoni là một làng thuộc tehsil Muddebihal, huyện Bijapur, bang Karnataka, Ấn Độ.